# Calvados
Calvados é um departamento da França localizado na região da Normandia. Sua capital é a cidade de Caen.

## Comunas
- Bazoque